# Zodariellum nenilini
Zodariellum nenilini là một loài nhện trong họ Zodariidae.
Loài này thuộc chi Zodariellum. Zodariellum nenilini được Kirill Yuryevich Eskov miêu tả năm 1995.